# Xantin
Xantin (v odborných textech častěji xanthin) je purinová báze vyskytující se ve většině lidských tkání i v tělech jiných organismů, ale také v malém množství ve vesmíru či na meteoritech. Z xantinu jsou také odvozeny některé známé stimulanty, např. kofein a theobromin. Samotný xantin je produkt degradace purinů:
- Vzniká z guaninu pomocí guanin deaminázy;
- Vzniká z hypoxantinu pomocí xantin oxidázy.
- Vzniká z xanthosinu činností purin nukleosid fosforylázy (PNP).[8]

Následně je činností xanthinoxidázy dále převáděn na kyselinu močovou.

## Patologie
Xantinurie je genetické poškození enzymu xantinoxidázy projevující se jako neschopnost převádět xantin na kyselinu močovou.

## Deriváty
Deriváty xantinu (xantiny) jsou alkaloidy používané jako mírné stimulanty a bronchodilatační látky při léčbě astmatu a dalších onemocnění. V porovnání se silnějšími stimulanty, jako jsou sympatomimetické aminy, xantiny především vybuzují centrální nervový systém, ale také např. stimulují dechové centrum (důležité při léčbě dětské apnoe). Mají však celou řadu vedlejších efektů a jejich terapeutický rozsah je omezený.
Methylované xantiny (methylxantiny) zahrnují kofein, aminofylin, IBMX, paraxanthin, pentoxifylin, theobromin a theofylin. Tyto látky účinkují nejen na dýchací centrum, nýbrž také na srdeční činnost a ve vyšších dávkách mohou vést ke křečovým stavům.
Obecně xantiny účinkují dvěma způsoby:
1. jako neselektivní inhibitory fosfodiesterázy,[10] které zvyšují vnitrobuněčnou koncentraci cAMP, aktivují PKA, inhibují syntézu TNF-α[9][11] a leukotrienů[12] a snižují zánětlivost a neadaptivní složku imunity. [12]
2. jako neselektivní antagonisté adenosinového receptoru,[13] bránící účinkům spánek vyvolávajícího adenosinu.Kofein: R1 = R2 = R3 = CH3

Kofein: R_{1} = R_{2} = R_{3} = CH_{3}
Theobromin: R_{1} = H, R_{2} = R_{3} = CH_{3}
Theofylin: R_{1} = R_{2} = CH_{3}, R_{3} = H

 Theobromin: R1 = H, R2 = R3 = CH3
 Theofylin: R1 = R2 = CH3, R3 = H